# شوربلاغ (صحنه)
شوربلاغ (صحنه)، روستایی از توابع بخش دینور شهرستان صحنه در استان کرمانشاه ایران است.

## جمعیت
این روستا در دهستان حر قرار دارد و براساس سرشماری مرکز آمار ایران در سال ۱۳۸۵، جمعیت آن ۹۴ نفر (۲۳خانوار) بوده‌است.

## زبان
زبان مردم این روستا کردی کلیایی است و مردم آن از ایل کلیایی هستند.

## دین
مردم این روستا مسلمان و شیعه هستند.